# 3590 Holst
3590 Holst (1984 CQ) là một tiểu hành tinh vành đai chính được phát hiện ngày 5 tháng 2 năm 1984 bởi Bowell, E. ở Flagstaff (AM).